# Sergio Zanon
Sergio Zanon (Cortina d'Ampezzo, 7 febbraio 1957) è un bobbista italiano, atleta ampezzano attivo a tra gli anni settanta e ottanta.
A differenza di quasi tutti gli altri bobbisti di Cortina d'Ampezzo, Zanon si distinse soprattutto nel bob su pista naturale, specialità di cui divenne più volte campione d'Italia. Sergio partecipò a 2 campionati europei di bob su pista naturale.